# 길앞잡이
길앞잡이(학명: Cicindela chinensis)는 길앞잡이속의 곤충이다. 몸 길이는 대략 2cm이며, 날카로운 턱으로 자기보다 작은 곤충을 잡아먹는다. 또한, 길앞잡이는 녹색, 적색, 청색 등이 섞인 색을 하고 있는데, 이것은 일종의 경고색의 역할을 한다. 과거에는 비단길앞잡이라고 불렀다. 길앞잡이는 2년살이 곤충으로서, 첫 해에는 애벌레로, 둘째 해에는 어른벌레로 겨울나기를 한다.

## 특징
몸은 금록색, 금적색, 금록청색의 여러 가지 색이 어우러져 보석처럼 호화스럽게 빛나는데, 산지에 따라 딱지날개의 빛깔의 여러 가지 변이가 나타난다.

## 생태
주로 낮에는 산지의 산길 주변에서 활동한다. 이른 봄에 만날 수 있는 성충은 남향의 산길 벼랑에 땅굴을 파고 구멍 속에서 1개체 혹은 집단으로 모여 겨울잠을 자고 깨어난 개체들이다. 성충은 4~5월, 8~9월에 두 번 볼 수 있다.

## 성충
몸 길이 18~20mm

## 분포
한반도, 제주도, 일본, 중국 등

## 유래
길앞잡이라는 이름은 이 곤충의 독특한 비행 행동 때문에 붙여졌다. 사람이 걸어가는 길 앞에 이 곤충이 나타나서 가까이 다가가면 훌쩍 날아올라서 수 미터 앞에 앉고, 다시 다가가면 또 날아올라 저만치 길 앞에 앉는 행동을 반복하는데, 마치 길을 안내하는 것 같다고 하여 '길앞잡이'라는 이름이 붙여졌다. 길앞잡이의 이런 습성은 신경 처리의 병목 때문에 발생하는 일이다. 전광석화처럼 빠른 움직임을 미처 시신경이 따라가지 못하여 눈이 안 보이는 것이다. 이렇게 뇌세포의 체증이 풀려야만 비로소 정상으로 돌아온다. 길앞잡이가 가다서다를 반복하는 이유다. 길앞잡이는 지구상에 살고 있는 곤충 가운데 기어다니는 속도가 가장 빠르다. 호주 길앞잡이는 초당 자신의 몸길이의 171배에 해당하는 거리를 이동하는데, 몸 길이 대비로 계산하면 가장 빠른 포유류 동물인 치타보다 10배 이상 빠르다. 시험 결과에 의하면 호주에서 서식하는 길앞잡이는 1초에 2.5m를 이동한다고 한다.
길앞잡이를 포함한 길앞잡이류 곤충은 영어로 tiger beetle이라고 쓰는데, 이 곤충의 공격적인 특성과 빠른 속도 때문에 붙은 말이다. 곤충 전문가인 성기수 씨는 길앞잡이에게 '5월의 폭군'이라는 별명을 붙였다. 한자로 반묘(斑猫)라 하는 가뢰과와 혼동되기도 한다.

## 애완곤충으로의 길앞잡이
아름다운 색깔 때문에 대한민국에서는 애완동물로 포획되는 경우가 있으며 몇몇 애완동물 가게는 번식을 시키거나 채집해서 판매하기도 한다. 경기도 농업기술원이 경기도 산업곤충연구회의 요청으로 지정된 ‘산업화 유망자원’ 중에서 길앞잡이는 ‘산업화가 유망한 자원’으로 선정되기도 하였다.